# Romer (herb szlachecki)

Romer

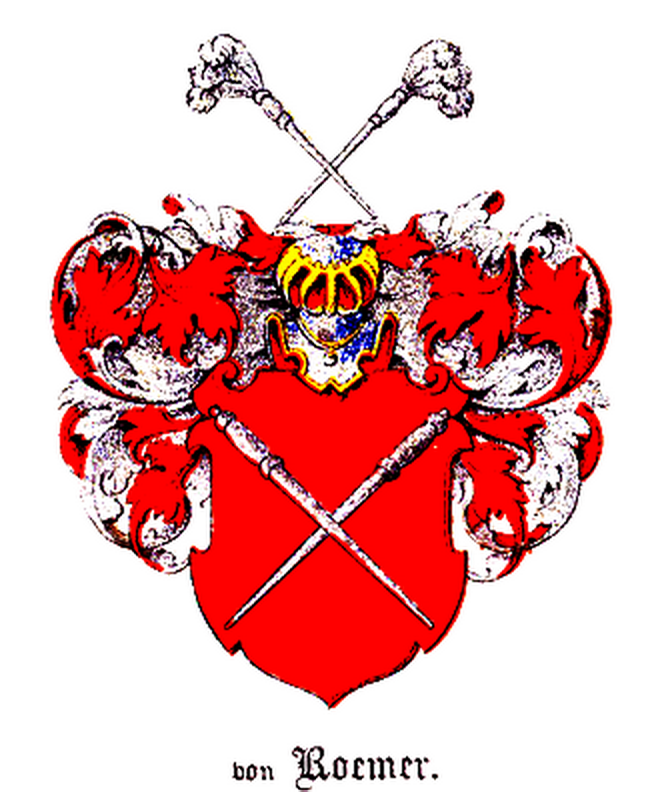
Romer IV, rysunek oryginalny

Romer (Scipiones, Jelita odmienne, Laski) – polski herb szlachecki, pochodzenia niemieckiego, mylnie określany jako Jelita.

## Opis herbu
Herb znany był w kilku wariantach. Numeracja według Ostrowskiego. Opisy według klasycznych zasad blazonowania:
Romer I: W polu czerwonym dwie laski pielgrzymie skrzyżowane w skos, srebrne. Klejnot: nad hełmem bez korony samo godło. Labry czerwone podbite srebrem.
Romer II: Herb zasadniczo taki sam, w innej stylizacji.
Romer III: Pole w pas złoto-błękitne, na tym laski czarne. Na hełmie kapelusz złoty, na którym klejnot – samo godło. Labry błękitne, podbite złotem.
Romer IV: W klejnocie nad każdą laską pióropusz z piór strusich.
Romer V: Pole w pas złoto-czarne, na tym laski czarno-złote. Nad hełmem kapelusz czarny z wyłogiem złotym, nad którym godło czarno-złote z trzema piórkami kogucimi złotymi na rękojeściach. Labry czarne, podbite złotem.
Romer VI: Jak powyższy, ale pióra na rękojeściach strusie.

## Najwcześniejsze wzmianki
Rodzina pierwotnie mieszczańska, przybyła do Polski w XVI wieku. Z niej Marcin, mieszczanin krakowski, otrzymał nobilitację w 1543. Herb rodziny w wariancie podstawowym wymieniany m.in. przez Niesieckiego (Korona polska), Ostrowskiego (Księga herbowa rodów polskich) i Żernickiego (Der polnische Adel). Warianty II, III pochodzą z Nowego Siebmachera. Wariant IV pochodzi z Baltisches Wappenbuch. Wariant V, także wymieniany przez Siebmachera, miał być herbem rodziny w Saksonii. Wariant VI pochodzić miał z herbarza pruskiego.

## Rodzina Romerów
Rodzina przybyła z Saksonii, gdzie już w 1470 mieli otrzymać nobilitację. Mimo to, przybywszy do Polski zaliczali się w poczet mieszczan i dopiero Marcin Romer, mieszczanin krakowski, otrzymać miał nobilitację polską w 1543. Jan pisał się z Chyszowa, posiadał też wieś Bieździatkę. W kościele w tej ostatniej wsi jest pochowanych kilku Romerów. Jan Romer założył linię małopolską. Istniała też linia osiadła w Inflantach Polskich, Kurlandii i na Litwie. Z linii małopolskiej Justus (Jodok) Romer był w 1595 roku właścicielem wsi Jedlicze. Z tej samej rodziny Jan pisał się "z Jedlicza" w 1697 lub 1703. Z małopolskich Romerów Aleksander był w 1757 kasztelanem zawichojskim, Karol w 1765 kasztelanem czchowskim. Linia ta otrzymała 14 sierpnia 1818 austriacki tytuł hrabiowski, ale z herbem Jelita. Przypisywanie Romerom herbu Jelita to błąd, pochodzący pierwotnie od Niesieckiego. Uruski podaje, że Romerowie w XVII i XVIII wieku używali herbu Jelita w wersji podstawowej bądź odmiany z dwiema tylko kopiami. Z linii małopolskiej wywodzili się m.in. Eugeniusz Romer i jego synowie: Witold Romer i Edmund Romer.

## Herbowni
Ponieważ herb Romer był herbem własnym, przysługiwać powinien tylko jednej rodzinie herbownych:
Romer (Römer, Roemer, Remer, Rejmer, Rehmer).